# RGB色彩空間
任何基于RGB颜色模型的加色色彩空间都属于RGB色彩空间。RGB色彩空间由红绿蓝三原色的色度定义，藉此可以定义出相应的色三角，生成其它颜色。完整的RGB色彩空间定义还需要给出白点的色度和伽玛校正曲线。

在CIE1931色彩空间的色度图上比较不同RGB色彩空间的色域。

目前最常见的RGB色彩空间是sRGB色彩空间。

## 应用
在计算机图形学领域，RGB颜色模型非常便利，因为RGB颜色模型的原理与人类视觉系统的原理类似。
目前最常见的RGB色彩空间是sRGB，在消费级的数码相机、高清摄像机、计算机显示器领域尤为明显。高畫質電視使用的是Rec. 709色彩空间，与sRGB的原色色度相同。